# Oedipina kasios
Oedipina kasios är en groddjursart som beskrevs av McCranie, Vieites och David Burton Wake 2008. Oedipina kasios ingår i släktet Oedipina och familjen lunglösa salamandrar. Inga underarter finns listade i Catalogue of Life.